# メロンパン

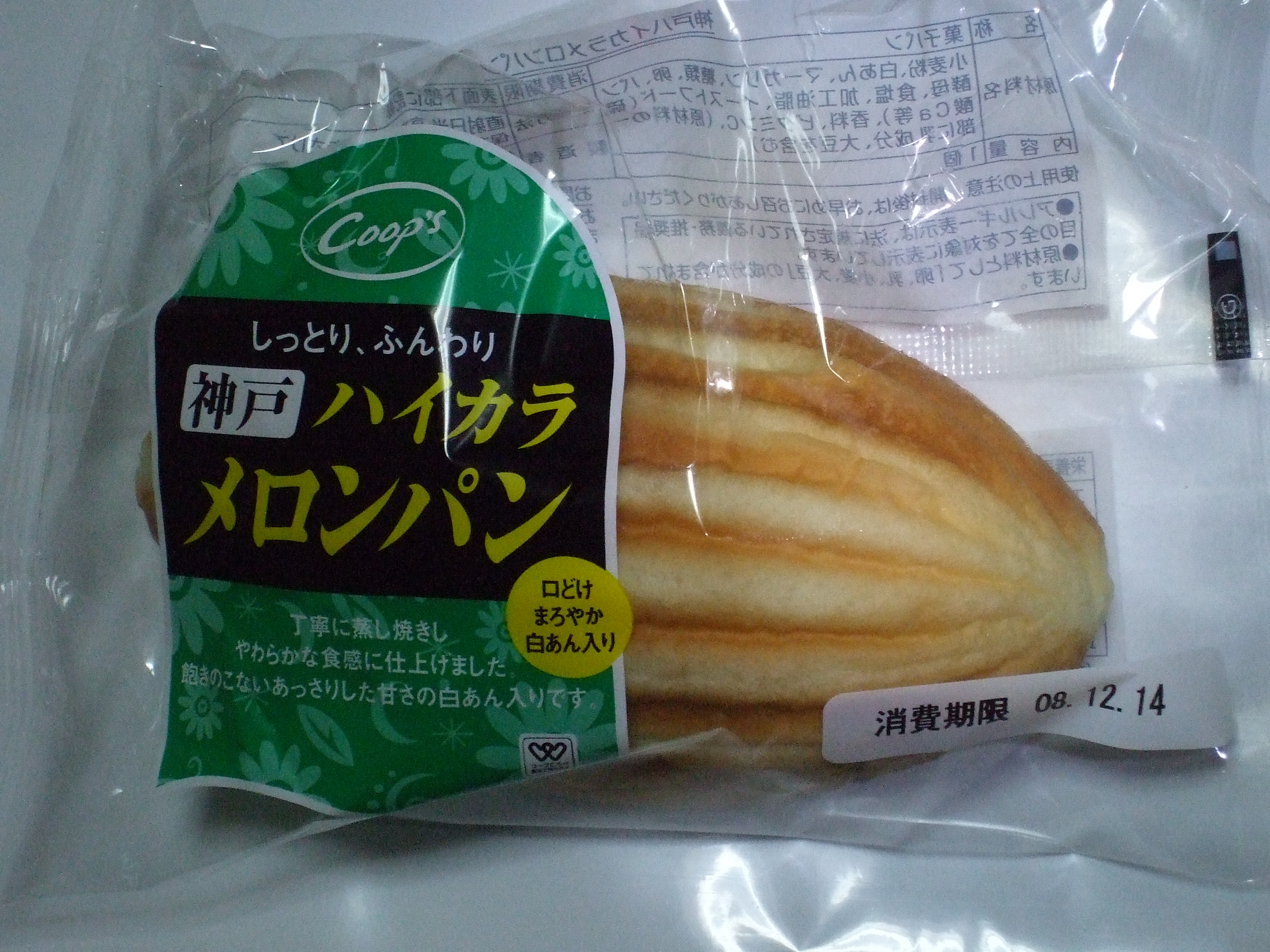
関西地方の紡錘形のメロンパン（白餡入り）（生活協同組合コープこうべで販売されているもの）

メロンパンとは、日本発祥の菓子パンの一種。全国的には、円形のパン生地の上に甘いビスケット生地（クッキー生地）をのせて焼いたパンで、表面に格子模様が付いているものが主流だが、外見や材料の異なる様々なものがある。関西と瀬戸内の一部では、「メロンパン」といえば紡錘形で白あんが入ったパンを意味し、ビスケット生地の乗った円形のパンは、サンライズと呼ぶ。名称の由来には諸説あるが、多くのメロンパンにはメロンが入っていない。

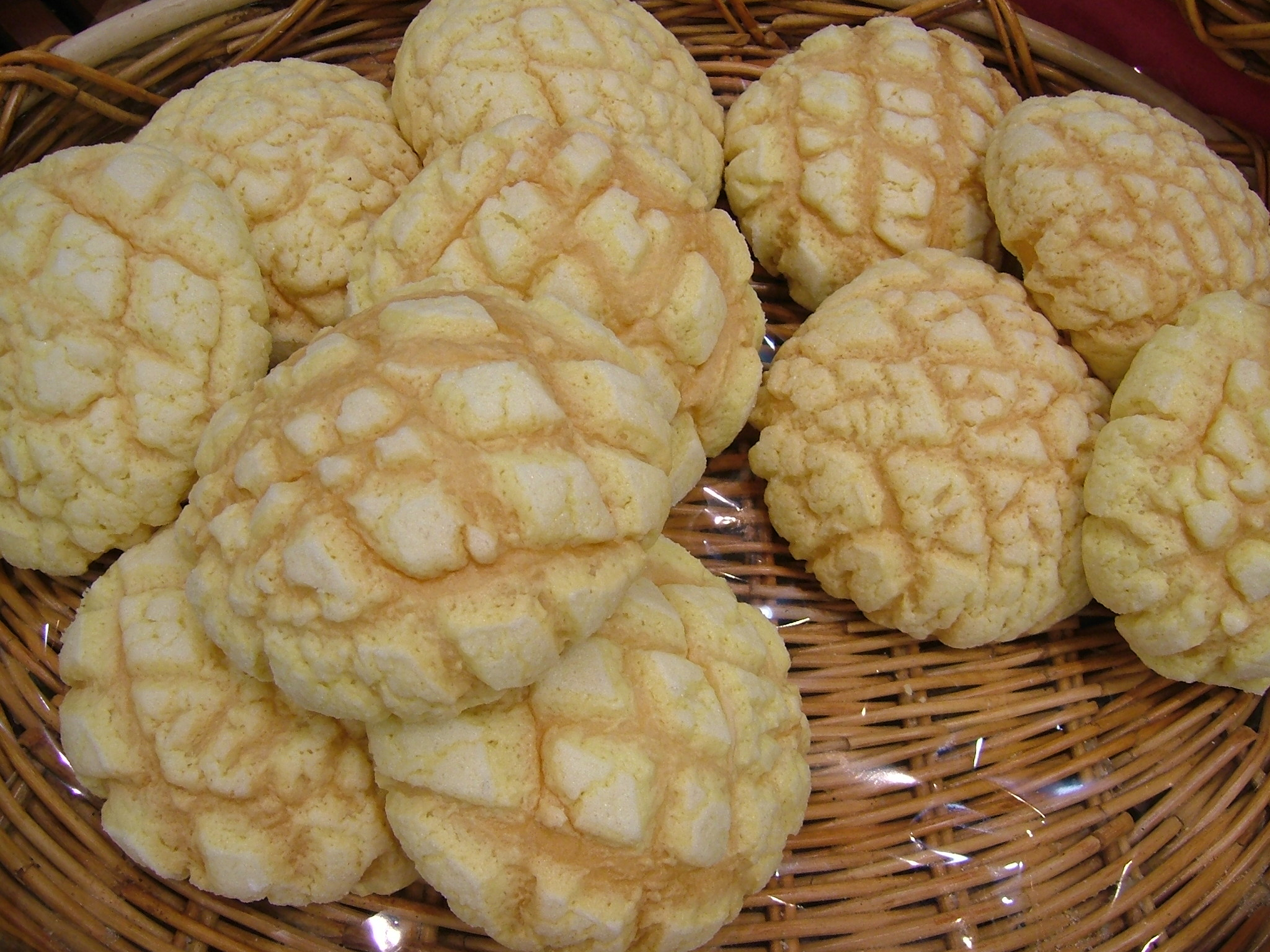
円形のメロンパン

起源は諸説あるが、円形のメロンパンは昭和初期には誕生していたと考えられており、紡錘形のメロンパンは1936年もしくは1952年に誕生したと考えられている。
主流である丸型のメロンパンは、ビスケット生地が他のパンに見られないほどに分厚く広範囲を覆っていることが一般的であり、このパンの最大の特徴であるとされる。しかし、丸型のメロンパンであってもビスケット生地がついていないものもあり、メロン果汁が含まれるクリームが入っているものなど多様な種類がある。長方形、楕円形、富士山型などの形のメロンパンも販売されている。
漫画・映画・アニメなどの影響で、ヨーロッパにおいても円形のメロンパンが食べられている。

## 名称の由来
名前の由来はいくつかの説があり、どれが正しいのかは不明である。

### 円形のメロンパンについて
球形のメロンであるマスクメロンが日本に伝わったのは大正時代であり、「メロンパン」という名称が広まったのは1930年代以降と考えられている。
- 表面のビスケット生地に数本の筋や格子状の溝が入れてある外見がマスクメロンの模様に似ているためという説[15][1]。形状については、メロンの高級さにあやかって形を似せたという説と、偶然できたひび割れがメロンに似ていたという2つの説がある[16][15]。
- 「メレンゲパン」が訛ってメロンパンになったという説[15][17]。ビスケット生地に卵白を泡立てたメレンゲを加えていたため、かつてはメレンゲパンとも呼ばれていた[15][18]。ただし、澁川祐子はこの説を「一般に信憑性が薄い」説であると論じている[17]。

### 紡錘形のメロンパンについて
- 形状と表面に数本の溝が入れてある外見が、当時はメロンと呼ばれていたマクワウリに似ているためという説[17][1][9]。
- チキンライスなどに使われる業務用調理器具の、紡錘形のライス型である「メロン型[17][19][20]」を使用して成型したパンだからという説[17]。
- 1936年創業の呉市のパン屋「メロンパン」の中塩春馬が、メロンの高級なイメージをつけようと店名にしたことで広まったという説[8]。

## 歴史

### 円形のメロンパン

#### 起源

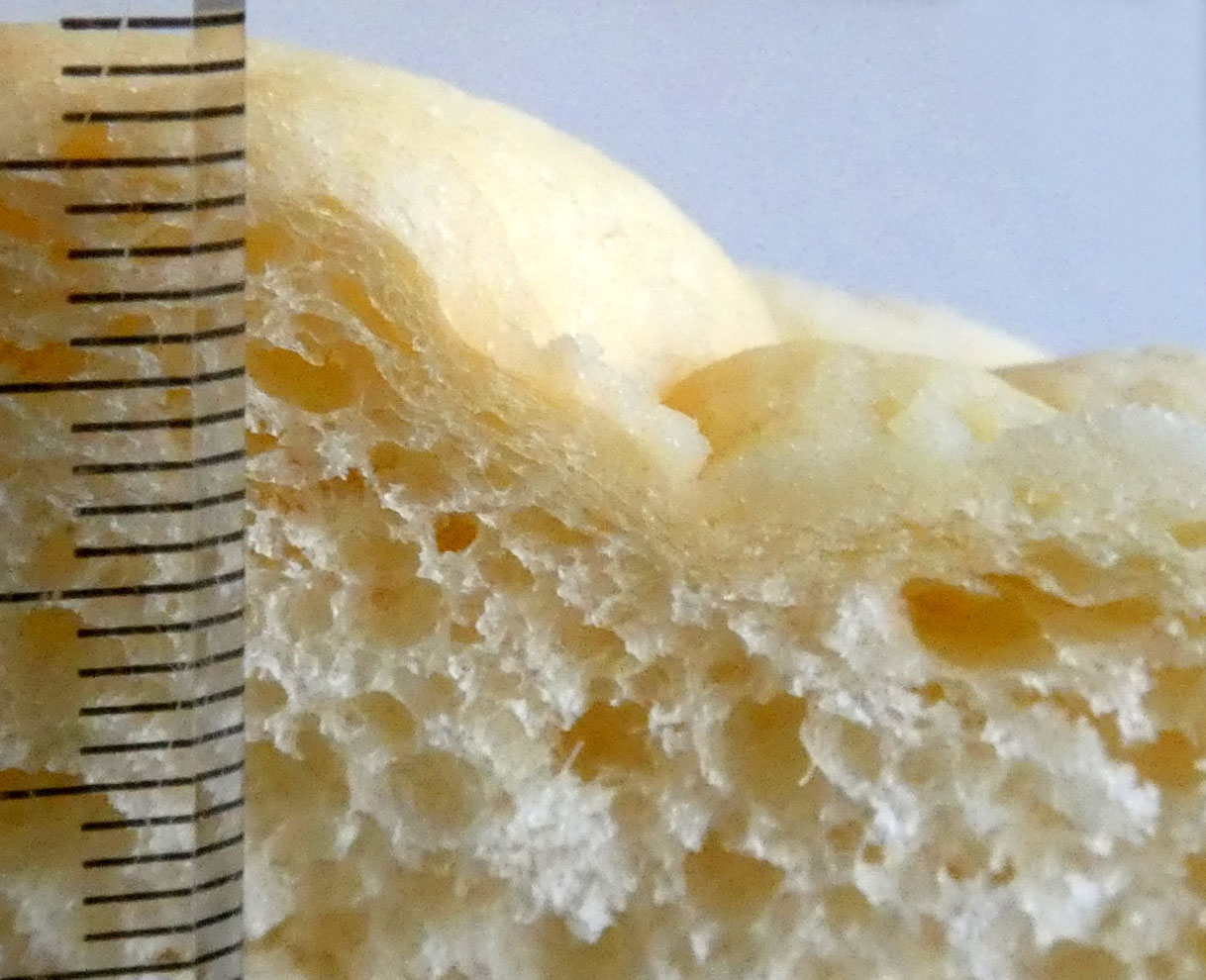
円形のメロンパンの表面部分の断面

円形のメロンパンの起源には諸説ある。
- 1910年にアルメニア人のパン職人イワン・サゴヤンが、フランスの焼き菓子「ガレット[注 1]」を元に発明したという説[21][14][22][23]。満州のハルビンの東清鉄道直営の東清ホテル（後のヤマトホテル）から大倉喜八郎が帝国ホテルに引き抜いたイワン・サゴヤンは、ロシア帝国のロマノフ皇帝家の元宮廷料理人であったため、フランスパンとウィーン風パン（ドイツパン）両方の製法に精通していた[14]。そうした様々な技法や食感のパンを組み合わせるロシアの伝統から生まれたとされる[23]。サゴヤンは、このパンをメロンパンとは呼んでいなかった[14]。
- 1930年に東京のパン屋「駒込木村屋」の店主・三代川菊次が実用新案登録したパンの製法や形状が現在のメロンパンに類似しており、これをルーツとする説[24][25][26]。当時の記録にはパン生地にケーキ生地を被せてコーヒーやバナナなどの風味をつけると説明されており、パンの名称は書かれていない[24][25]。
- 1930年代、神戸のパン屋「金生堂（きんせいどう、きんしょうどう）[1]」の呉支店が発売した、ビスケット生地を乗せた丸い形のパン「サンライズ」が日本で最初のメロンパンという説[1]。
- アメリカ経由で日本に入ってきたメキシコの菓子「コンチャ」[27]、ドイツの菓子「ストロイゼルクーヘン （ドイツ語版）」[28]がルーツという説。

#### 変遷
1930年代に、神戸に本店があるパン屋「金生堂」の呉支店において、円形のパンにビスケット生地を乗せた「サンライズ（サンライス）」が誕生した。旭日旗を模して放射状の線を付けたパンであったため、サンライズと名付けられた。その後、生地表面に格子模様を施したパンが普及し、その見た目から名前をメロンパンに変える店が増加した。大手の製パン業者も、それまでサンライズという名で製造していたものをメロンパンと改めた。金生堂ではサンライスの名前は残ったものの、日の出模様のパンの金型が入手しにくくなり格子模様に変えた。
広島に本店を置くアンデルセンやリトルマーメイドは、2000年以降においても全国で「サンライズ」の名称で円形のメロンパンを販売している。2000年代に行われた日本経済新聞の野瀬泰申の調査によれば、京都、広島、滋賀、愛媛、兵庫などでは「サンライズ」と呼ばれることが多い。

#### 普及
1993年に山崎製パンのメロンケーキデニッシュが6月からの半年間で2800万個を売り上げる爆発的ヒットを記録しメロンパンブームを牽引した。これが最初のメロンパンブームとされる。メロンケーキデニッシュは薄いスポンジケーキにクリームを挟んで周りをメロンパンの皮で包んだ菓子パンであった。
2005年ごろに円形のメロンパンを販売する移動販売車が増加し、メロンパンブームと言われた。2015年ごろにもメロンパン専門店が徐々に増加し、メロンパンブームが復活しているとされた。
東京では、2003年ごろから「浅草花月堂」をきっかけにお土産や食べ歩きフードとして円形のメロンパンが話題になり、名物として人気が定着した。

### 紡錘形のメロンパン
1936年に広島県呉市でパン屋「メロンパン」が創業し、ビスケット生地をのせて焼いたカスタードクリーム入りの紡錘型のパンを「メロンパン」として販売した。呉市では「メロンパン」は主に紡錘形のメロンパンを表し、円形のメロンパンはコッペパンと呼ばれ、他の地域でコッペパンと呼ばれているパンは「給食のパン」などと呼ばれている。

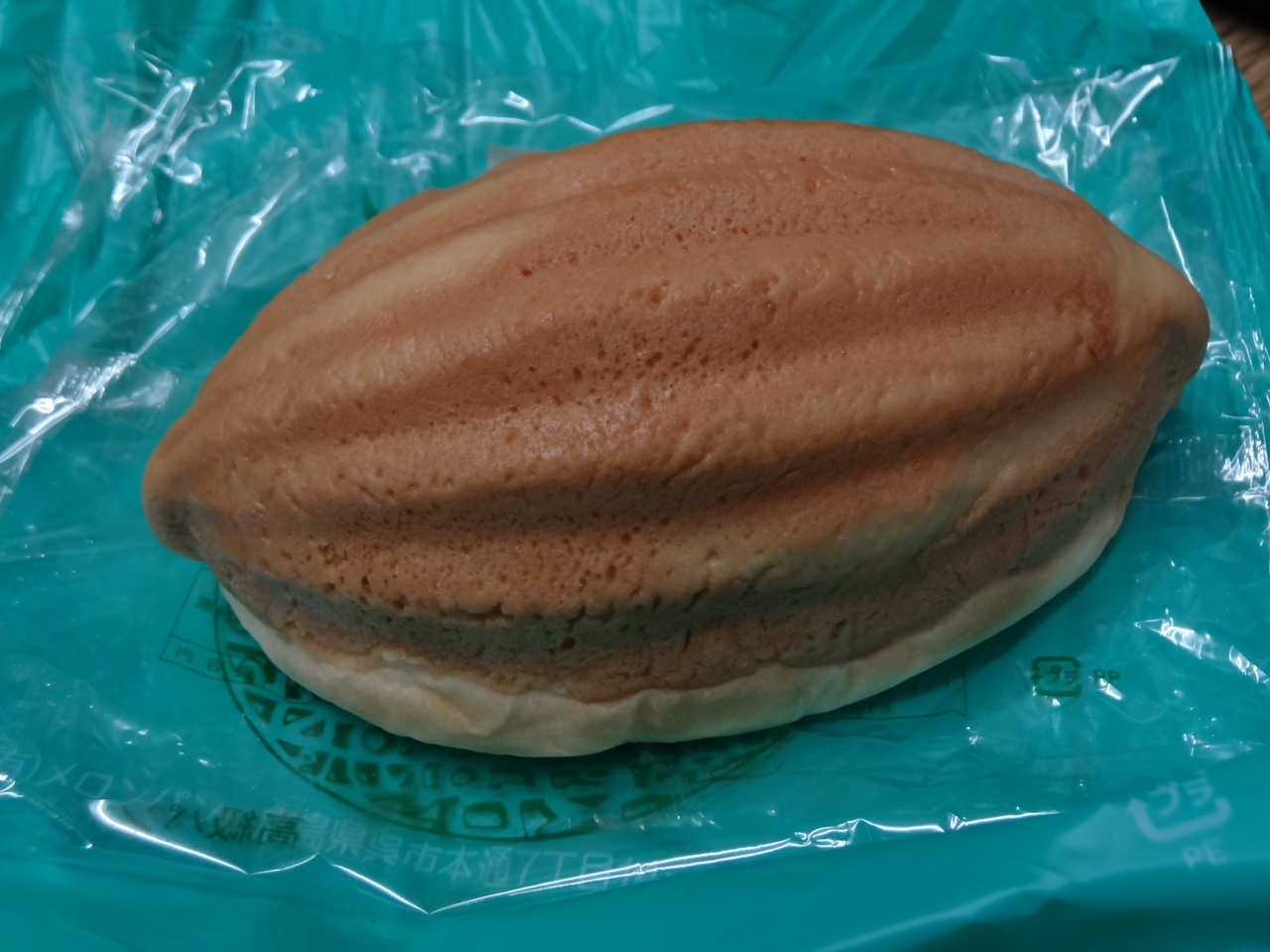
広島県呉市のメロンパン

1952年に生活協同組合コープこうべの前身である神戸消費組合のパン職人がオムライス用のキャップから着想を得て開発したのが紡錘形メロンパンの始まりとする説もある。神戸消費組合のメロンパンはビスケット生地は使わず、中にはマーガリンを加えた白餡が入っている。
2000年代に行われた日本経済新聞の野瀬泰申の調査によれば、京都、滋賀、兵庫、高知などでは白餡入りの紡錘型のメロンパンが販売されていることが多い。

## 発展

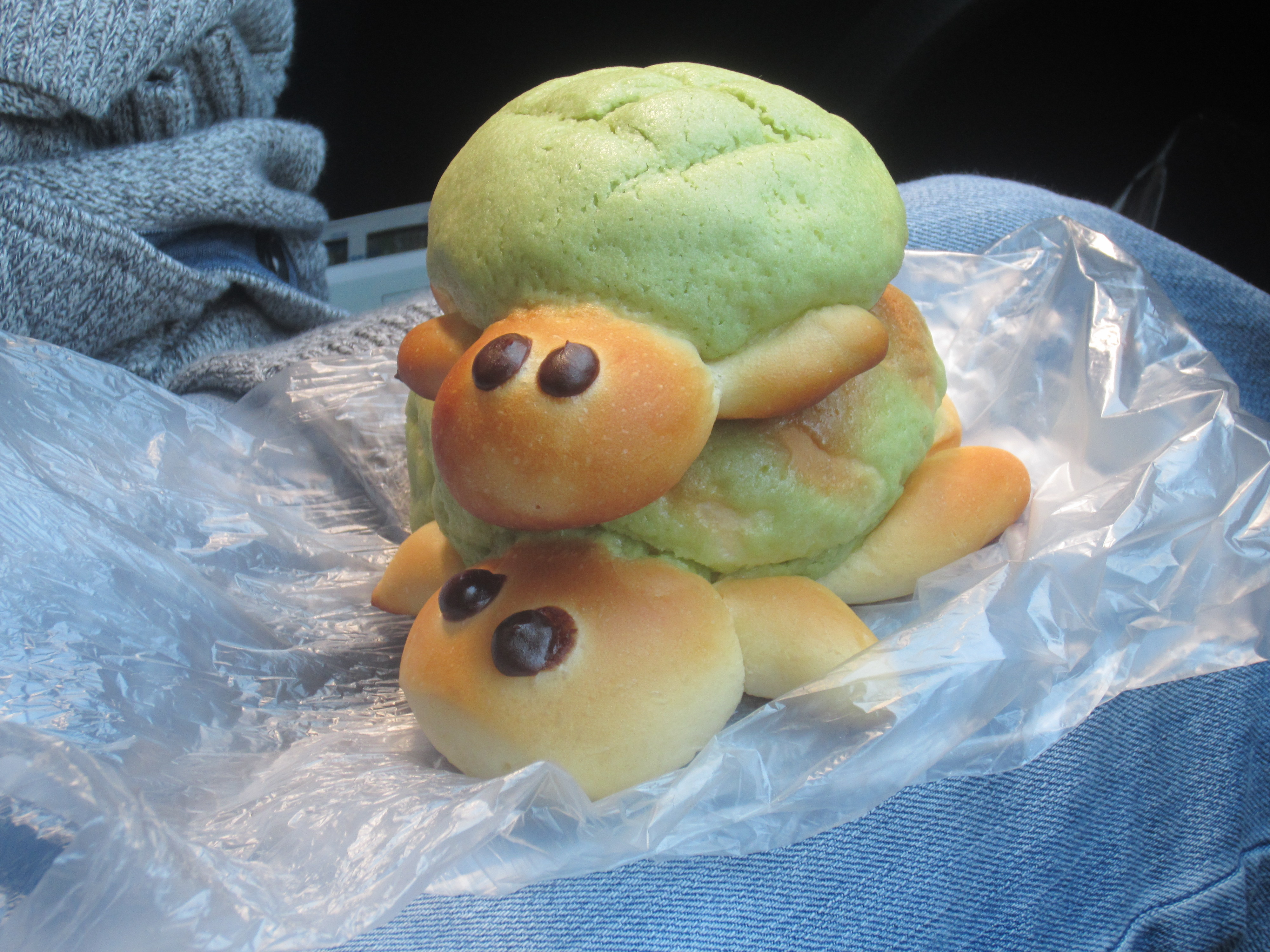
カメの形をしたメロンパン

円形のメロンパンであってもビスケット生地が付いておらず表面が柔らかいものや、メロン果汁が含まれるクリームが入っているもの、メロン味ではないクリームが入っているものなど多様な種類がある。
円形のメロンパンの変化形として、メロンの形とは関係のない長方形や楕円形などの形をしたメロンパンも販売されている。富士山周辺などでは富士山型のメロンパンも販売されている。また、円形のメロンパンを亀甲に見立てて、頭・四肢・尾を付けたカメの形のメロンパンも複数の場所で販売されている。

### メロンパンの皮焼いちゃいました
2014年、山崎製パンがメロンパンの皮の部分をイメージした菓子パン『メロンパンの皮焼いちゃいました』を発売した。社内の開発からの「メロンパンの皮がおいしい」「メロンパンの皮を剥いで食べる人もいる」という意見をもとにブリオッシュメロンパンを参考に開発された。発売当初は販売数が伸び悩んだが発売から3週間後にtwitterで「夢のような商品が登場した」と話題になり各種メディアに取り上げられ1年で3400万個を出荷する人気商品となった。

### メロンパンアイス

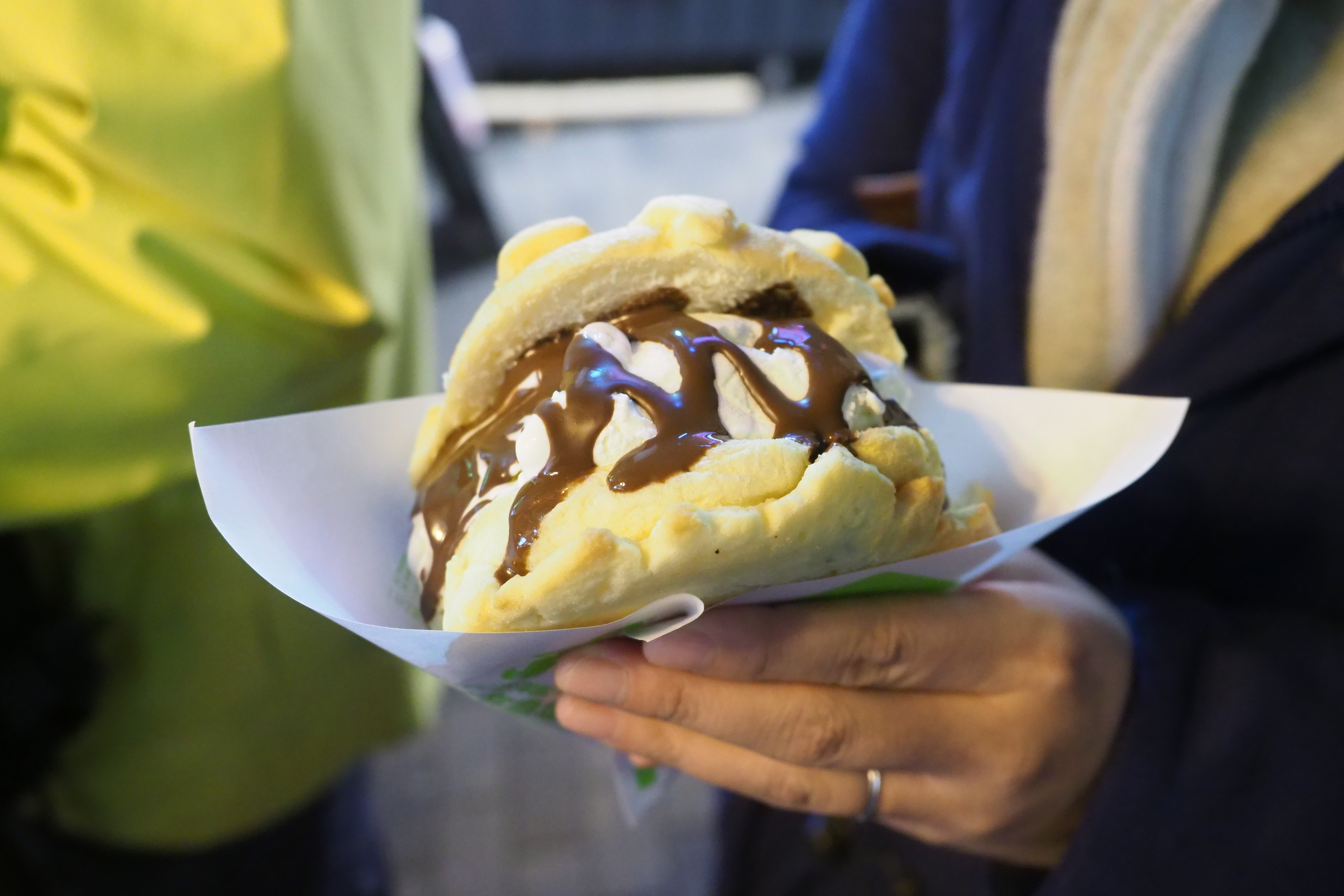
円形のメロンパンにアイスクリームを挟んだメロンパンアイス

2015年ごろから、焼きたての円形のメロンパンにアイスクリームを挟んだ金沢発祥のスイーツ「世界で２番めにおいしい焼きたてメロンパンアイス」が全国的にブームになった。このブーム以降、メロンパンにアイスクリームを挟んだメロンパンアイスは、発祥の店以外でも販売されている。
円形のメロンパンの形を模したアイスクリームも「メロンパンアイス」と呼ばれることがある。味、香り、形状までメロンパンに似せたアイスクリームは2009年にオハヨー乳業がファミリーマートで販売を開始したものが初めてであったとされ、これは10年以上販売されるロングセラーとなった。

## 栄養素
日本食品標準成分表2020年版（八訂）によれば、メロンパンの100gあたりの栄養成分は、エネルギー349kcal、タンパク質6.7g、脂質10.5g、炭水化物59.9gなどとなっている。メロンパン1個あたりの糖質は約46gであり、6枚切りの食パン一枚あたりの糖質が約27gなのと比較すると高めである。表面に砂糖がたっぷりまぶされているタイプはさらに糖質が高くなる。総じてメロンパンのカロリーや糖質は高い傾向がある。ただし製品によっては低カロリー低糖質なものもある。

## 取り上げた作品
『アンパンマン』（やなせたかし）
1992年にメロンパンをモチーフにしたキャラクター、メロンパンナが登場している。誕生のきっかけは読者からの投書であった。「他のパンはあるのになぜメロンパンのキャラクターがいないのか」という内容の投書がかなりの数来ていたが、作者のやなせたかしはそれまでにメロンパンを食べたことがなかった。メロンパンのイメージを膨らませるため2年間メロンパンを食べ続けてようやくメロンパンナというキャラクターが生まれた。やなせたかしはメロンパンナが最も苦労したキャラクターだったと述べている。

### 楽曲
『5つのメロンパン』（中川ひろたか 1977年）
イギリスの民謡『Five Currant Buns』を中川ひろたかが訳したもの。原詞に登場する「パン」を「メロンパン」と訳している。

『メロンパンのうた』（ゆっぴ 2007年）
カレーパンにはカレーが入っているのにメロンパンにはメロンが入っていないという不条理を歌っている。作詞作曲歌唱は小学3年生のゆっぴが行っている。